# 清凉峰国家级自然保护区
清凉峰国家级自然保护区是位于安徽省歙县、绩溪县境，靠近浙江、安徽边界的国家级自然保护区，主峰清凉峰海拔1787.4米，地处歙县、绩溪县与浙江省杭州市临安区交界处。在相邻的浙江省境内同样设有临安清凉峰国家级自然保护区。
近年来，和临安清凉峰国家级自然保护区一起成为华东地区户外运动的常规目的地。两个保护区主要保护品种有：梅花鹿、金钱豹、黑麂、云豹、白颈长尾雉、银缕梅、南方红豆杉、银杏、夏蜡梅。

## 自助游指南
- 安徽省绩溪县 — 伏岭镇 — 江南第一关 — 清凉峰桥 — 黄茅培 — 下雪塘 — 上雪塘 — 野猪镗 — 峰顶
- 浙江清凉峰自然保护区  — 鸠甫村 —龙塘山保护站—百步岭—东凹头— 龙池 — 峰顶
- 十八龙潭  — 银龙坞 —东凹头—龙池— 峰顶